# 青春小僧が泣いている/夕暮れは雨上がり/イマココカラ
『青春小僧が泣いている/夕暮れは雨上がり/イマココカラ』（せいしゅんこぞうがないている/ゆうぐれはあめあがり/いまここから）は、モーニング娘。58枚目のシングル。「モーニング娘。'15」（-ワンファイブ）名義で発売された。

## 概要
道重さゆみ卒業後、譜久村聖がリーダーに就任して初のシングルかつ、12期メンバー（尾形春水、野中美希、牧野真莉愛、羽賀朱音）初参加シングル。
「青春小僧が泣いている」 (Promotion Edit)および (Dance Shot Ver.) と「夕暮れは雨上がり」 (Promotion Edit)のミュージック・ビデオでは、鈴木香音が靱帯断裂でダンスパフォーマンスの休養を余儀なくされた間に収録されたため、鈴木の代役として宮本佳林（Juice=Juice）が出演。
本作から62枚目のシングル「セクシーキャットの演説/ムキダシで向き合って/そうじゃない」までのシングル表題曲はオリジナル・アルバム未収録。

## リリース
初回生産限定盤A・B・C・D・通常盤A・Bの6形態で発売。
初回生産限定盤A・B・C・DはDVDが同梱。
初回生産限定盤A・B・C・Dはイベント抽選シリアルナンバーカードが封入。
初回仕様の通常盤A・Bはトレーディングカード（通常盤A：「青春小僧が泣いている」衣裳のソロ13種+集合1種よりランダムにて1枚、通常盤B：「夕暮れは雨上がり」衣裳のソロ13種+集合1種よりランダムにて1枚）が封入。

## 楽曲解説

### 青春小僧が泣いている
センターは石田亜佑美。メインボーカルは譜久村聖,鞘師里保,佐藤優樹,小田さくら。
テーマは「結局最後は自分なんだ」。曲中にいろは歌が用いられている。
「青春小僧が泣いている」 (Another Ver.)のミュージック・ビデオでは、2014年の12月29日にフジテレビ系列で放送された『The ビッグチャンス』内の「モーニング娘。’14ミュージックビデオ監督オーディション」で選ばれた、渋江修平によって制作された。

### 夕暮れは雨上がり
メインボーカルは譜久村聖、鞘師里保、佐藤優樹、小田さくら。 パフォーマンスでは、曲の最初と最後に流れるピアノのメロディに合わせて佐藤優樹がピアノを弾く振りつけが用いられている。

### イマココカラ
センターおよびメインボーカルは鞘師里保、小田さくら。
「映画 プリキュアオールスターズ 春のカーニバル♪」のテーマ曲としてつくられた曲。
ミュージック・ビデオでは、エンディングテーマである関係から、部分的に『映画 プリキュアオールスターズ 春のカーニバル♪』のアニメーションが使用された。また、ハロー!プロジェクト キッズダンスカバーコンテストで優勝したLittle♥Hなどが出演している。
原盤権については、アップフロントワークスとマーベラスの間でどのように取扱れているか不明。

## 収録曲
CD（全盤共通）
1. 青春小僧が泣いている [4:16]
作詞・作曲：つんく、編曲：江上浩太郎
2. 夕暮れは雨上がり [4:19]
作詞・作曲：つんく、編曲：鈴木俊介
3. イマココカラ [3:13]
作詞：青木久美子、作曲：高取ヒデアキ、編曲：大久保薫
4. 青春小僧が泣いている (Instrumental) [4:15]
5. 夕暮れは雨上がり (Instrumental) [4:19]
6. イマココカラ (Instrumental) [3:15]

初回生産限定盤A付属DVD
1. 青春小僧が泣いている (Music Video) [5:55]

初回生産限定盤B付属DVD
1. 夕暮れは雨上がり (Music Video) [5:57]

初回生産限定盤C付属DVD
1. イマココカラ (Music Video)

初回生産限定盤D付属DVD
1. 青春小僧が泣いている (Dance Shot Ver.) [4:24]
2. 青春小僧が泣いている・夕暮れは雨上がり （メイキング映像） [32:16]

## 参加メンバー
- 9期：譜久村聖、生田衣梨奈、鞘師里保、鈴木香音
- 10期：飯窪春菜、石田亜佑美、佐藤優樹、工藤遥
- 11期：小田さくら
- 12期：尾形春水、野中美希、牧野真莉愛、羽賀朱音

## 参加ミュージシャン
青春小僧が泣いている
- Programming：江上浩太郎
- Chorus：鞘師里保、U.M.E.D.Y.、竹内浩明

夕暮れは雨上がり
- Programming：鈴木俊介
- Chorus：鞘師里保

イマココカラ
- Keyboard & Programming：大久保薫
- Strings:室屋光一郎
- Chorus：鞘師里保